# Azmina Dhrodia
Azmina Dhrodia (nascuda el 1985) és una experta canadenca en gènere, tecnologia i drets humans. Ha dirigit aquests temes a la World Wide Web Foundation. Ha treballat per a Amnistia Internacional i per Block Party.

## Biografia
Dhrodia va néixer al Canadà l'any 1985. La seva primera llicenciatura va ser en Ciències Polítiques a la Universitat de Colúmbia Britànica. Va anar a la London School of Economics per al seu màster.

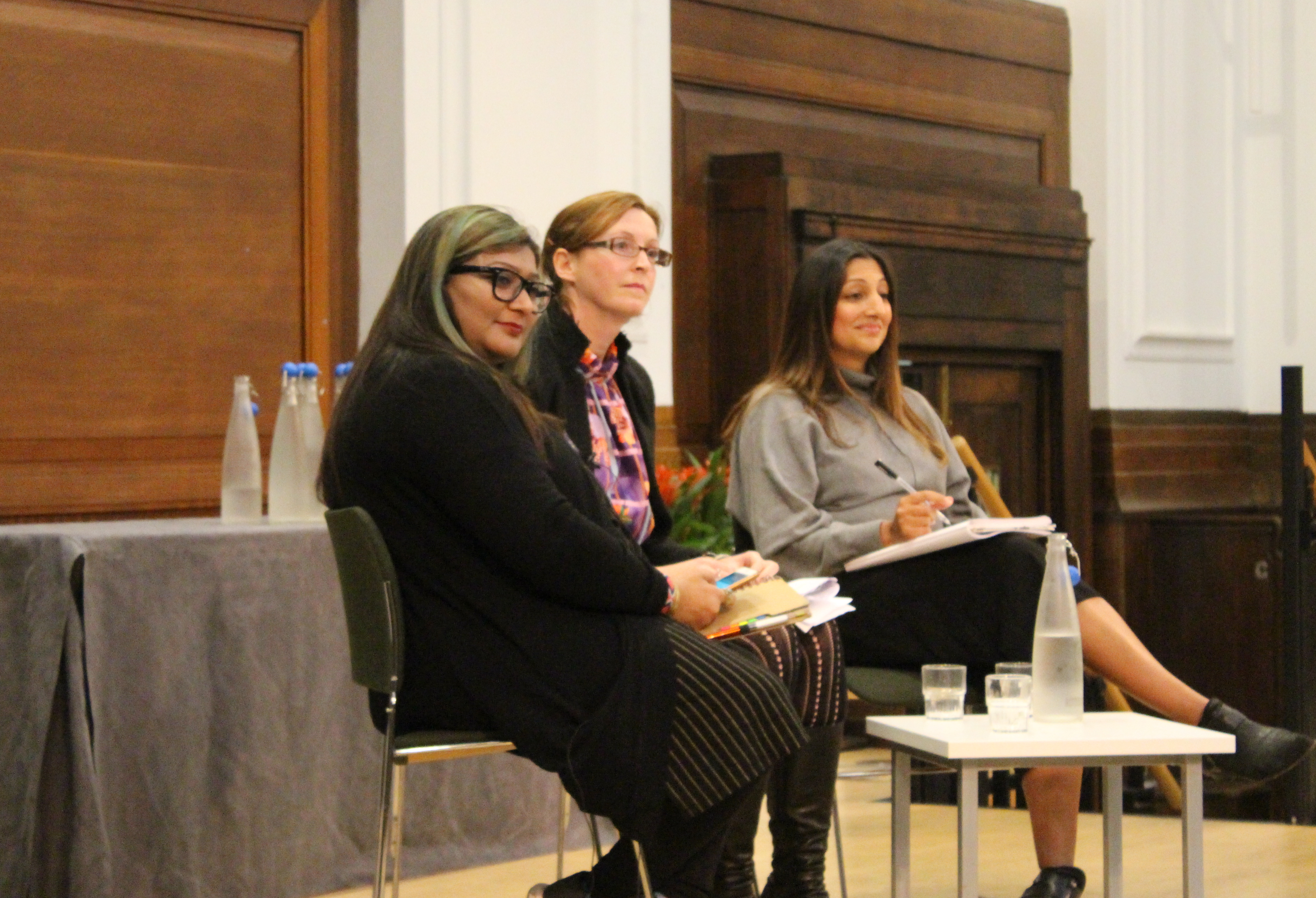
Dhodia (a la dreta) a la conferència Open Rights Group el novembre de 2017 amb Nighat Dad (esquerra) i Maria Farrell (centre)

Va treballar per a Amnistia Internacional del 2010 al 2018. El 2018 va ser investigadora en tecnologia i drets humans a Amnistia.
Escrivia per a The Huffington Post quan va poder citar altres dones destacades com Laura Bates, Miski Noor, Nosheen Iqbal, Imani Gandy, Zoe Quinn, Jessica Valenti, Diane Abbott i Nicola Sturgeon. La peça es titulava "What Women Want Twitter To Know About Online Abuse" ("El que les dones volen que Twitter sàpiga sobre l'abús en línia") i va animar els lectors a contactar amb Jack Dorsey (cofundador i director general de Twitter), que acabava d'escriure que volia "estar al costat de les dones d'arreu del món per fer sentir les seves veus".
Va escriure Toxic Twitter: Violence and Abuse Against Women Online, un informe que analitza no només l'abús en línia basat en el gènere, sinó també en la raça i la classe.
El setembre de 2019 es va incorporar a la junta de l'Open Rights Group.
Treballa per a la World Wide Foundation a partir de l'octubre de 2020. El juliol de 2021 va contactar amb 200 dones notables per donar suport a una carta oberta demanant accions per posar fi a l'abús en línia. Va començar a treballar per a l'aplicació de cites Bumble l'octubre de 2021 com a responsable de la política de seguretat.
Actualment, Azmina lidera un projecte a la World Wide Web Foundation com a responsable sènior de polítiques sobre gènere i drets de dades. El projecte té com a objectiu recollir proves sobre la violència masclista en línia a les plataformes de xarxes socials per tal d'afavorir el diàleg amb les principals empreses tecnològiques i altres parts interessades.
El desembre de 2021 va ser reconeguda a la llista de les 100 dones de la BBC.